# Gustaf Wickman (tecknare)
Gustaf Hjalmar Eugen Wickman, född 13 oktober 1879 i Stockholm, död 13 januari 1948 i Stockholm, var en svensk  tecknare och reproduktionstekniker.
Han var son till kassören Carl Gustaf Teodor Wickman och Emma Elina Hansson och från 1905 gift med Lisa Maria Alvert. Wickman studerade vid Tekniska skolans konstindustriella avdelning och arbetade efter studierna som tecknare vid Cederqvists grafiska AB 1899–1901. Han var tidningstecknare vid Stockholms-Tidningen 1901–1904 samt tecknare och arbetschef vid Gegerfelts grafiska AB 1903–1905. Han etablerade en egen kliché ateljé 1905 som han drev till 1907 då han anställdes son chef för Dagens Nyheters illustrations- och klichéavdelning. Som illustratör och tecknare medverkade han i en rad tidskrifter.